# ASAP (banda inglesa)
ASAP (Adrian Smith and Project) fue una banda británica de hard rock creada en 1989 por el guitarrista y vocalista Adrian Smith, integrante de Iron Maiden. La agrupación solamente grabó un álbum en 1989 titulado Silver and Gold.

## La banda
Adrian Smith formó la agrupación en 1989 cuando Iron Maiden estaba tomando un año de descanso, después de la exigente gira Seventh Son of a Seventh Son tour en 1988. La banda tiene sus orígenes en Urchin, una agrupación liderada por Smith en los años 70. Andy Barnett y Dave Colwell tocaron con Smith en varias encarnaciones de Urchin, que se desintegró en 1981 cuando Smith se unió a Iron Maiden.
Smith dejó Iron Maiden en 1990 durante el proceso de composición del disco No Prayer for the Dying.
Cuando formó ASAP en 1989, invitó a los mencionados Barnett y Colwell, al igual que a Zak Starkey, hijo del baterista de los Beatles, Ringo Starr. Inicialmente, Smith quiso contar con la ayuda de Nicko McBrain para la batería de ASAP, pero no fue posible debido a que McBrain se estaba casando en ese momento.
Su primer y único disco fue un total abandono del sonido que lo caracterizaba en Iron Maiden, inclinándose por un sonido más progresivo y AOR. El disco fue un fracaso comercial y la banda pronto cambiaría de nombre, pasando a llamarse The Untouchables, quienes nunca grabaron un disco.
En 1994, Smith formó la banda Psycho Motel, la cual grabó dos discos de estudio, State of Mind (1996) y Welcome to the World (1997), antes de unirse al vocalista Bruce Dickinson en 1997 para grabar los discos Accident of Birth y The Chemical Wedding, y reunirse con Iron Maiden en 1999.

## Discografía

### Silver and Gold
1. "The Lion" (Adrian Smith - Andy Barnett - Dave Colwell - Richard Young) - 3:54
2. "Silver and Gold" (Adrian Smith - Andy Barnett - Dave Colwell - Richard Young)  - 4:50
3. "Down the Wire" (Adrian Smith - Andy Barnett - Dave Colwell - Richard Young)  - 5:06
4. "You Could Be a King" (Adrian Smith - Andy Barnett - Dave Colwell - Richard Young)  - 3:38
5. "After the Storm" (Adrian Smith - Andy Barnett - Dave Colwell - Richard Young)  - 5:50
6. "Misunderstood" (Adrian Smith - Andy Barnett - Dave Colwell - Richard Young)  - 4:25
7. "Kid Gone Astray" (Adrian Smith - Andy Barnett - Dave Colwell - Richard Young)  - 4:24
8. "Fallen Heroes" (Adrian Smith - Andy Barnett - Dave Colwell - Richard Young)  - 4:32
9. "Wishing Your Life Away" (Adrian Smith - Andy Barnett - Dave Colwell - Richard Young)  - 4:05
10. "Blood on the Ocean" (Adrian Smith - Andy Barnett - Dave Colwell - Richard Young)  - 6:01

### Silver And Gold (simple)
1. "Silver And Gold (12" REMIX)" (Adrian Smith - Andy Barnett - Dave Colwell - Richard Young)
2. "Blood Brothers" (Adrian Smith - Andy Barnett - Dave Colwell - Richard Young)
3. "Fighting Man" (Dave Colwell - Andy Barnett)

### Down The Wire (simple)
1. "Down The Wire (Long Distance Mix)" (Adrian Smith - Andy Barnett - Dave Colwell - Richard Young)
2. "When Shes Gone" (Adrian Smith)
3. "School Days" (Andy Barnett - Dave Colwell)

## Miembros
- Adrian Smith - Voz, guitarra
- Andy Barnett - Guitarra
- Dave Colwell - Guitarra
- Robin Clayton - Bajo
- Richard Young - Teclados
- Zak Starkey - Batería